# Fairview (Montana)
Fairview is een plaats (town) in de Amerikaanse staat Montana, en valt bestuurlijk gezien onder Richland County.

## Demografie
Bij de volkstelling in 2000 werd het aantal inwoners vastgesteld op 709.
In 2006 is het aantal inwoners door het United States Census Bureau geschat op 676, een daling van 33 (-4,7%).

## Geografie
Volgens het United States Census Bureau beslaat de plaats een oppervlakte van
2,5 km², geheel bestaande uit land. Fairview ligt op ongeveer 586 m boven zeeniveau.

## Plaatsen in de nabije omgeving
De onderstaande figuur toont nabijgelegen plaatsen in een straal van 40 km rond Fairview.